# 1050 w polityce

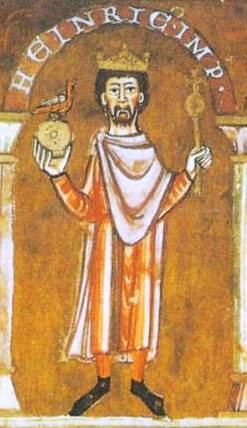
Henryk IV Salicki

Wydarzenia polityczne w 1050 roku.

## Wydarzenia
- Emund Stary zostaje królem Szwecji[1].
- Kazimierz I Odnowiciel najeżdża Śląsk i odbiera go Czechom[2].

## Urodzili się
- 11 listopada Henryk IV Salicki, cesarz rzymski[3].